# Port lotniczy El Tepual
Port lotniczy El Tepual – port lotniczy zlokalizowany w chilijskim mieście Puerto Montt.